# Valentin et Orson

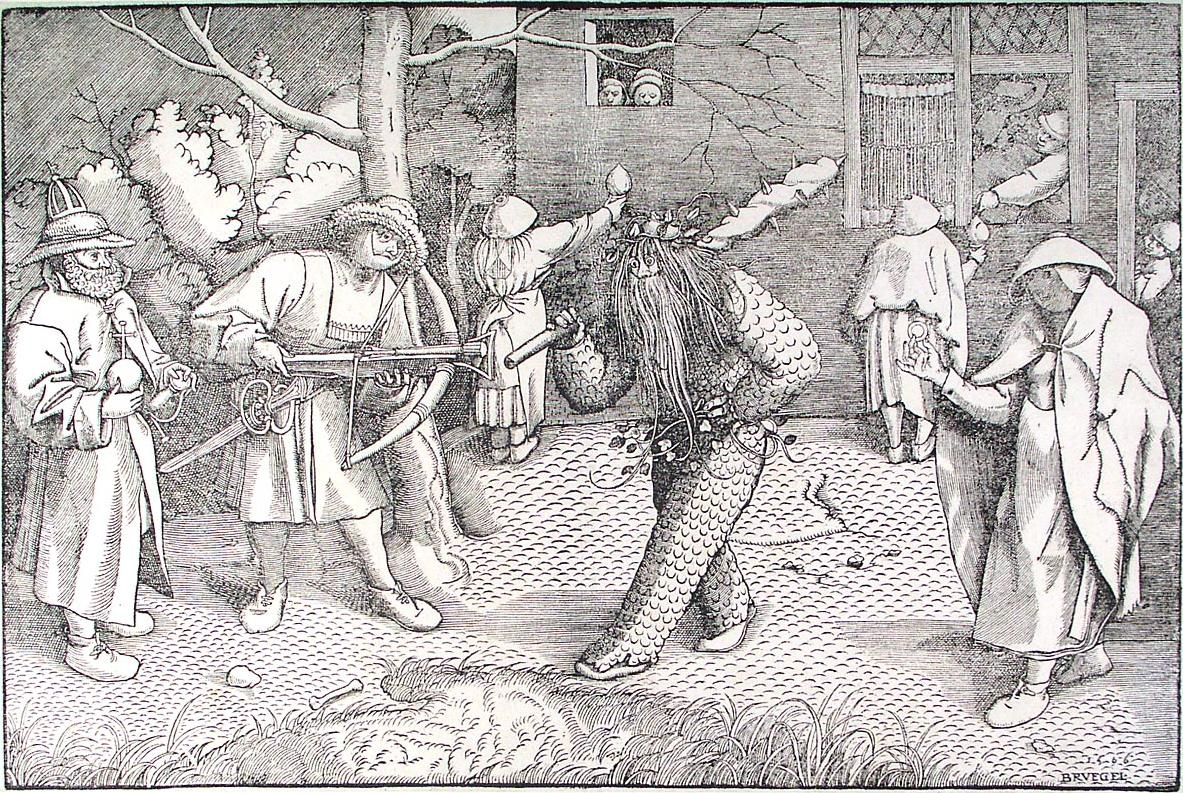
Une saynète de carnaval basée sur le roman. Gravure d'après Pieter Brueghel l'Ancien.

Valentin et Orson est un roman de chevalerie rattaché au cycle carolingien. C'est l'histoire de deux frères jumeaux, abandonnés dans les bois en bas âge. Valentin est élevé comme un chevalier à la cour de Pépin le Bossu, alors qu'Orson grandit dans la tanière d'une ourse et devient un homme sauvage des bois. Les deux frères seront amenés à se combattre sans savoir qu'ils sont frères, ce qu'ils découvriront plus tard par le biais d'un oracle. Les deux hommes finissent par sauver leur mère Bellisant, sœur de Pépin et épouse d'un empereur étranger qui l'a injustement répudiée, de l'emprise d'un géant nommé Ferragu de Portingal.

## Résumé
Le roi de France Pépin a donné en mariage sa sœur Bellisant à Alexandre, empereur de Constantinople, qui l'a emmenée à sa cour. Bellisant y résiste aux avances de l'archevêque de Constantinople, lequel, pour se venger, fait croire à Alexandre que sa femme le trompe. Malgré les nombreux avis en faveur de Bellissant, Alexandre, furieux, frappe sa femme, pourtant enceinte de lui, et la chasse de son empire en compagnie de son fidèle écuyer Blandimain. Ils entreprennent le long voyage jusqu'en France. En chemin, ils ont encore maille à partir avec l'archevêque félon, et rencontrent un marchand auquel Bellisant raconte son histoire et qui promet de la rapporter à l'empereur de Constantinople.
Ils parviennent dans la forêt d'Orléans, où Bellisant ressent les premières douleurs de l'accouchement. Blandimain la laisse au pied d'un arbre élevé pour chercher du secours, mais en son absence elle donne naissance à des jumeaux. Aussitôt surgit une ourse qui s'empare d'un des nouveau-nés et s'enfuit avec lui. Bellisant, pour tenter de lui reprendre son enfant, se lance à sa poursuite, laissant l'autre jumeau au pied de l'arbre ; il y est découvert par le roi Pépin, qui était précisément en route vers Constantinople pour y voir sa sœur, et qui confie l'enfant à son écuyer pour qu'il le fasse baptiser et élever à ses frais. Pépin rencontre ensuite Blandimain, qui lui narre la disgrâce de Bellisant : le roi renonce à son projet et fait demi-tour vers Paris. Quant à Bellisant, lorsqu'elle revient à l'arbre, n'ayant pu retrouver son premier enfant, c'est pour découvrir que le second a disparu également, ce qui achève de la désespérer ; Blandimain tâche de la réconforter.
Cependant, l'ourse a jeté le nouveau-né capturé en pâture à ses oursons, mais ceux-ci ne lui font aucun mal et se mettent à jouer avec lui. Elle l'élève alors comme un de ses petits, et il devient un homme sauvage, velu et bestial, chassant nu dans la forêt. Il est vite redouté par les habitants des environs, qui l'appellent Orson (Ourson). Sa mère, errant avec son écuyer, parvient jusqu'au Portugal où elle est bien reçue par la femme du géant Ferragus. L'empereur apprend du marchand ce qu'il en est des fausses accusations lancées contre Bellisant, mais ne sachant qui croire, organise, en présence du roi Pépin qu'il a fait venir, une ordalie dont le marchand sort vainqueur, alors que l'archevêque périt « bouilli dans l'huile ». Pépin pardonne à Alexandre et rentre en France. Il y retrouve l'enfant adopté, qu'on a nommé Valentin et qui, désormais âgé de douze ans, grandit en compagnie de la fille du roi, Églantine.
Valentin devient un beau jeune homme, mais il est en butte à la jalousie des fils du roi, Henri et Hauffroi, qui lui rappellent à toute occasion qu'il n'est qu'un enfant trouvé. Valentin se bat contre les Sarrasins et sauve la vie du roi, puis, toujours pour prouver sa valeur, s'en va combattre le sauvage Orson dont les méfaits sont connus à la cour. Il rencontre Orson dans la forêt d'Orléans et ils se battent ; Orson finit par s'en remettre à Valentin, qui l'emmène à Orléans, où il provoque l'effroi et la stupéfaction. Valentin, qui ignore toujours qu'il s'agit de son frère, le présente à Pépin et lui demande de le faire baptiser. Pépin, que les manières de sauvage d'Orson divertissent, accepte.
Valentin part combattre le « vert chevalier ». Blessé, il envoie Orson, revêtu d'une cotte d'acier pour couvrir sa nudité, combattre à sa place le second jour. Orson a le dessus et le chevalier lui révèle qu'il est fils de roi ; il lui remet un anneau d'or et lui conseille de se rendre auprès de sa sœur Esclarmonde, qui possède une tête d'airain oraculaire et qu'il aimerait voir épouser Valentin. Valentin et Orson parviennent jusqu'à l'île où se dresse le château d'Esclarmonde. Plutôt que de se faire reconnaître grâce à l'anneau d'or, Valentin accepte une joute à titre d'épreuve préliminaire, ce qui lui vaut immédiatement l'amour d'Esclarmonde. Vainqueur, il est reçu au château, où il produit enfin l'anneau, qu'Esclarmonde reconnaît. Elle conduit Valentin et Orson dans la salle où se trouve la tête d'airain, qui est défendue par un vilain et un lion : Valentin vainc le premier et soumet le second. Enfin il peut apprendre la vérité sur sa naissance de la bouche de l'oracle, lequel se tait ensuite définitivement. Valentin embrasse Orson qu'il sait désormais être son frère, et épouse Esclarmonde.
(Par la suite, Orson retrouve la parole, comme l'avait annoncé la tête d'airain, et épouse la belle Fézonne. Les deux frères combattent contre les Sarrasins et vivent de nombreuses autres aventures jusqu'en Inde, retrouvent leur mère puis leur père, et s'envolent sur un cheval magique).

## Historique
Il existe des versions anciennes de ce conte, qui semblent basées sur une version originale française perdue depuis, mais traduite en prose française, en anglais, allemand, islandais, néerlandais et italien. Dans les versions précédentes, Orson est décrit comme sans nom, à savoir le « sans nom ». Le noyau de l'histoire réside dans l'éducation d'Orson et sa sauvagerie : il s'agit manifestement à l'origine d'un conte folklorique dont le lien avec le cycle carolingien est purement artificiel. L'histoire de la femme injustement accusée avec laquelle il se lie est assez commune.
La plus ancienne version française serait une chanson de geste du XIIIe siècle : Valentin et Sansnom, qui n'est pas parvenue jusqu'à nous, mais a été traduite et adaptée au Moyen Âge en néerlandais sous le titre de Valentijn en (de) Nameloos selon des fragments retrouvés datant du XIVe siècle.
La version française remaniée en prose a été imprimée à Lyon en 1489 par Jacques Maillet, et a fait l'objet de nombreuses versions réadaptées dans la Bibliothèque bleue, dont il représente l'un des plus longs romans. The Historye of the two Valyannte Brethren: Valentyne and Orson (« L'Histoire des deux frères vaillants : Valentin et Orson ») par Henry Watson, imprimée par William Copland vers 1550, est la plus ancienne connue d'une longue série de versions anglaises - dont certaines comprenaient des illustrations. Une de ces variantes, préparée par Samuel Robinson Littlwood et agrémentée des illustrations de Florence Anderson, a encore été publiée en 1919.
Richard Hathway et Anthony Munday ont produit une version de  cette histoire adaptée pour la scène en 1598.